# Benthophiloides turcomanus
Benthophiloides turcomanus és una espècie de peix de la família dels gòbids i de l'ordre dels perciformes.

## Morfologia
- Els mascles poden assolir 3 cm de longitud total.[1][2]

## Hàbitat
És un peix d'aigua dolça, de clima temperat i demersal que viu fins als 27 m de fondària.

## Distribució geogràfica
Es troba a Àsia: l'Iran i el Turkmenistan.

## Observacions
És inofensiu per als humans.